# Тривиньо
Тривиньо (итал. Trivigno) — коммуна в Италии, располагается в регионе Базиликата, в провинции Потенца.
Население составляет 735 человек (2008 г.), плотность населения составляет 32 чел./км². Занимает площадь 25 км². Почтовый индекс — 85018. Телефонный код — 0971.
Покровителем коммуны почитается святой апостол Пётр, празднование 29 июня.

## Демография
Динамика населения:

## Администрация коммуны
- Официальный сайт: